# Rue Hroznová
 (septembre 2019).
 La rue Hroznová est une voie de Prague. Située dans le quartier de Malá Strana, elle relie la rue U Sovových mlýnů à la place Na Kampě.

## Origine du nom
Le nom de rue provient de la maison du numéro 2 "Au Raisin d'Or".

## Historique
Depuis le Moyen Âge, les rues du fleuve servent à la construction de moulins. Dans la première moitié du XIIe siècle, sous le règne du prince tchèque Vladislav Ier, les Hospitaliers maltais construisirent le moulin de Velkopřevorský.
Le nom de rue original était « Na Kampě », le nom actuel est utilisé depuis 1870 d'après la maison Au raisin d'Or datant de la Renaissance.

Du côté ouest, le pont traverse le canal de Čertovka jusqu'à la place du Grand Prieuré, où se trouve le célèbre mur Lennon. C'est le pont le plus ancien sur le canal appelé le pont du Moulin du Grand Prieuré. Le nom le plus récent est "Bridge of Lovers", car les couples amoureux quittent le château et jettent la clé dans l'eau, conformément à la tradition du pont Milvius à Rome. Dans l'immeuble baroque, au numéro 1 de la maison de Hummel, vivait le célèbre artiste tchèque, écrivain et réalisateur de films d'animation Jiří Trnka. 

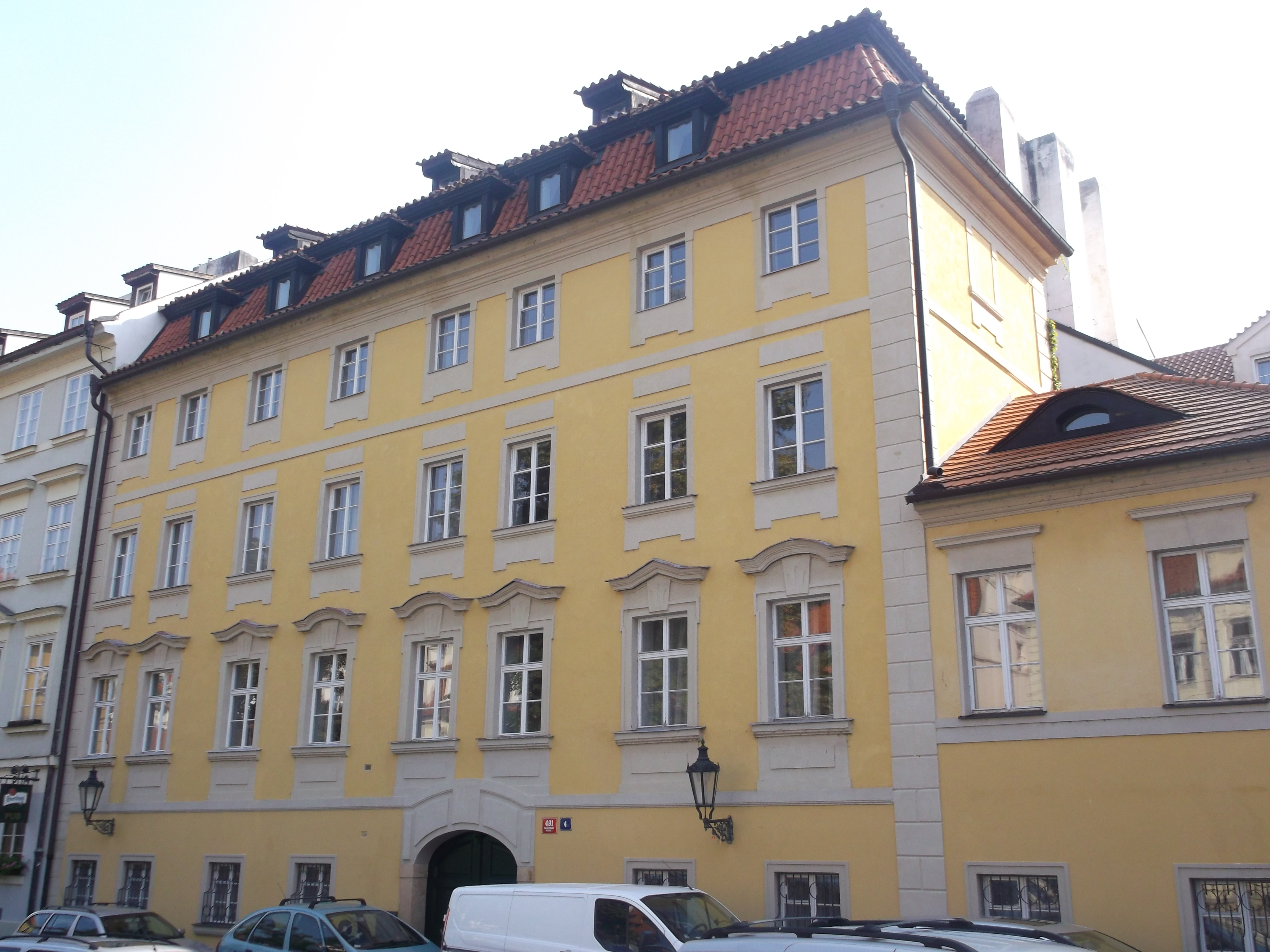
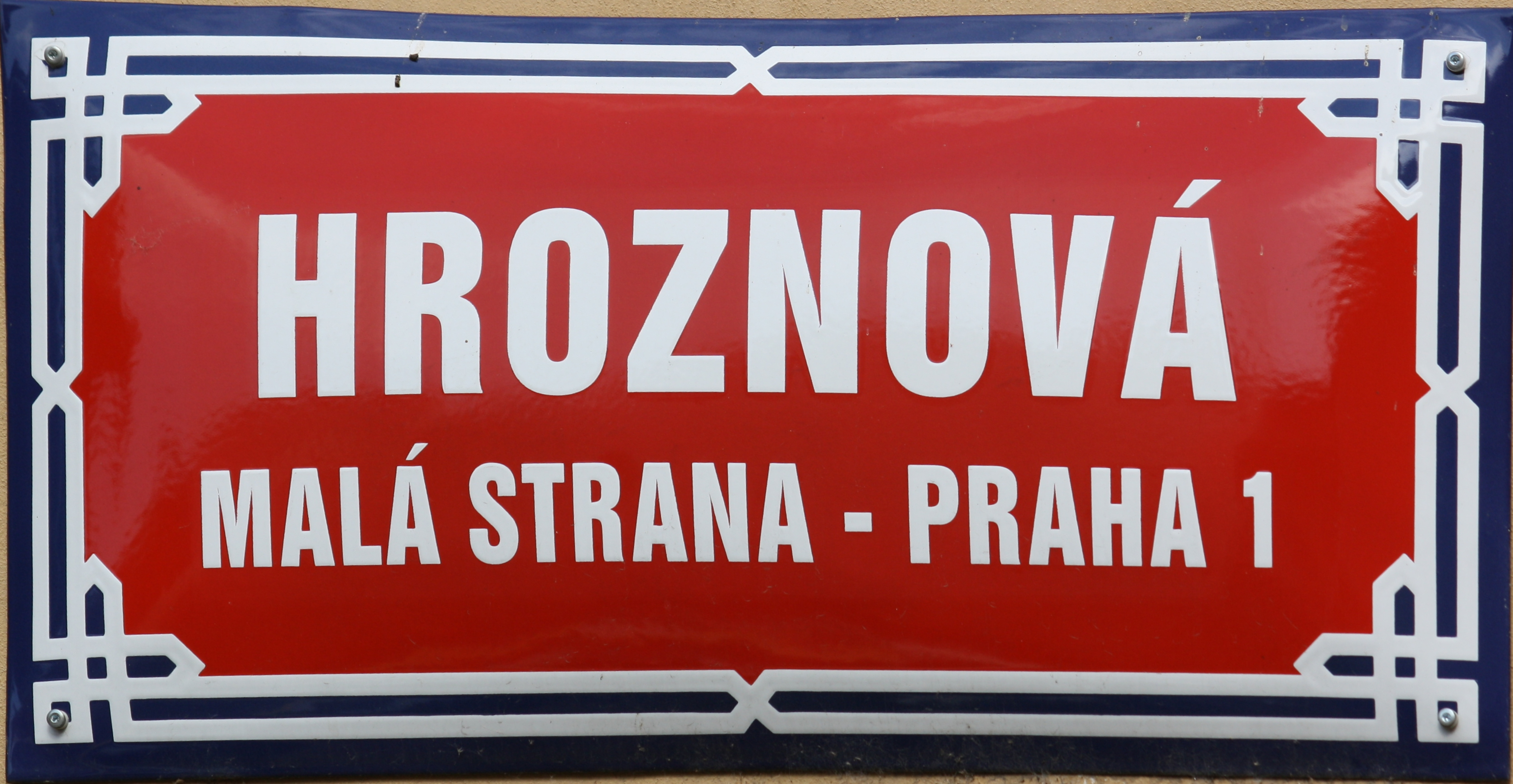
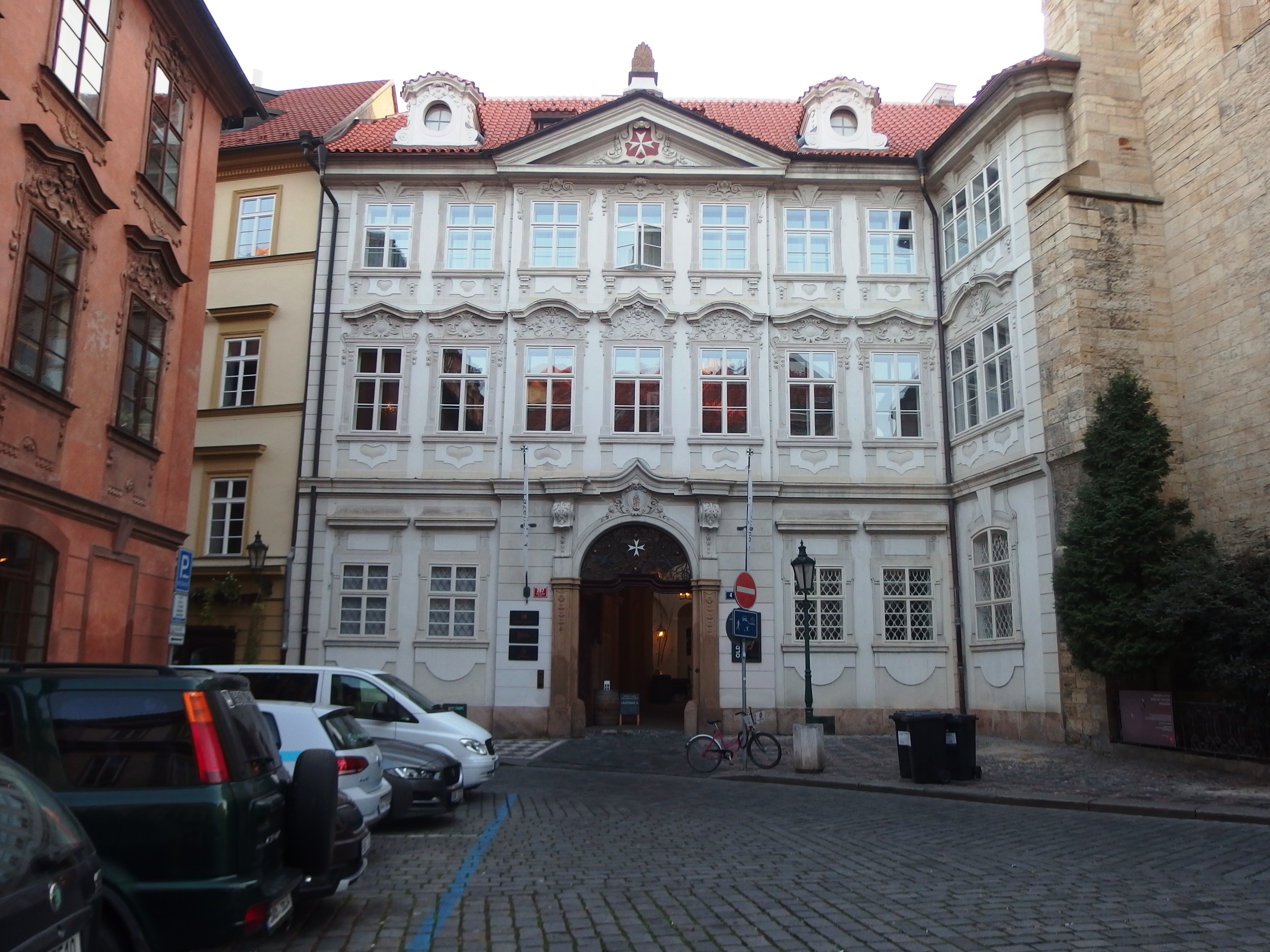
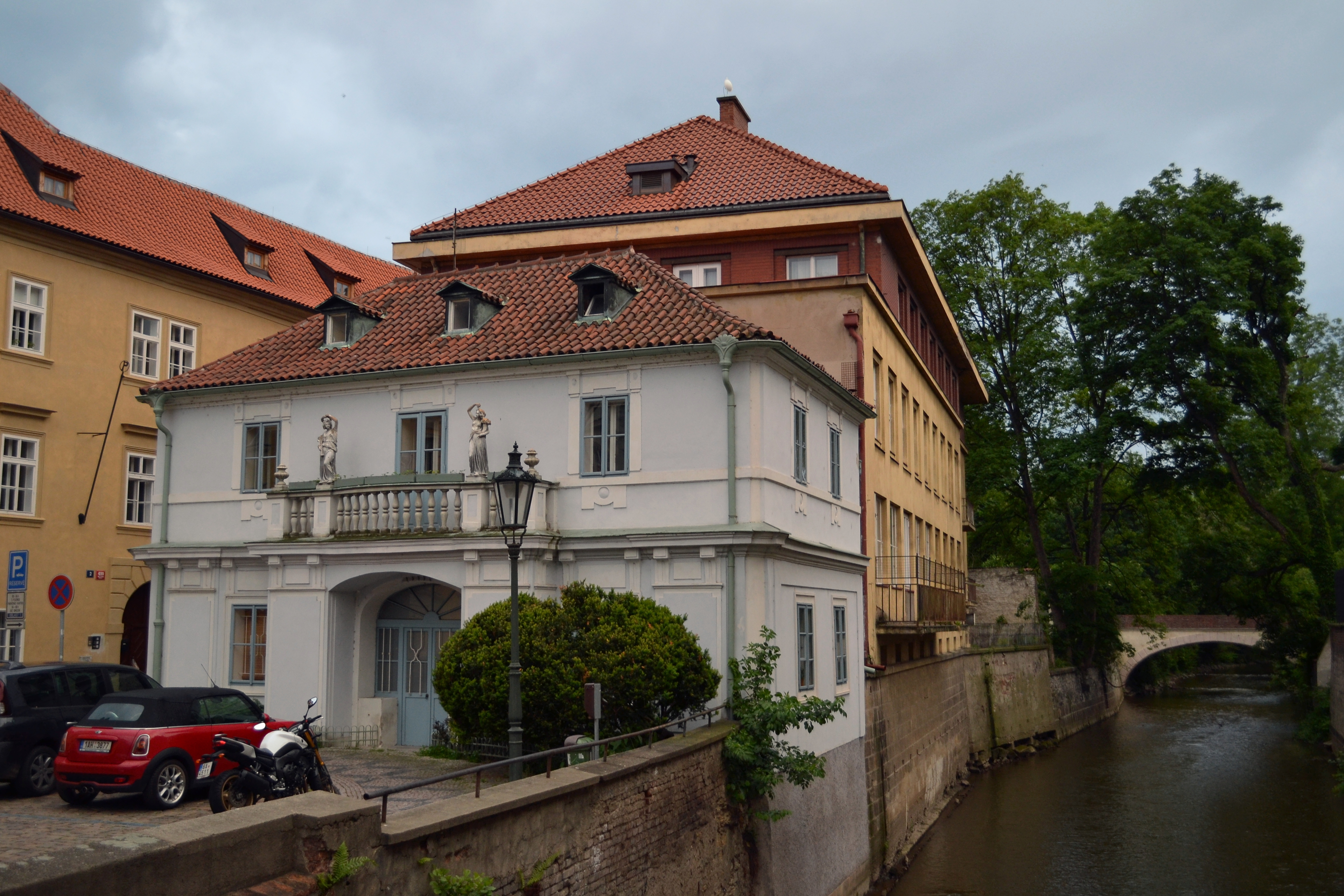

## Bâtiments remarquables et lieux de mémoire
- Humlův dům - No 1 [3]
- Maison au raisin d'or - No 2 et No 8 U Sovových mlýnů [4]
- Moulin de Velkopřevorský - No 3 et No 6 place Velkopřevorské [5]
- Maison au cheval brun - No 4 [6]
- Maison du lion d'or - No 5 et No 7 Na Kampe [7]
- maison de ville classique - No 6 [8]
- Maison Hanzal - No 8 [9]